# Varronia corallicola
Varronia corallicola är en strävbladig växtart som först beskrevs av Ignatz Urban, och fick sitt nu gällande namn av A. Borhidi. Varronia corallicola ingår i släktet Varronia och familjen strävbladiga växter. Inga underarter finns listade i Catalogue of Life.